# Kupiansk
Kupiansk (en ucraïnès Куп'янськ) és una ciutat de la província de Khàrkiv, Ucraïna. El 2021 tenia 27.169 habitants, la qual es va reduir fins a només uns 3.500 el mes de febrer de l'any 2024, degut a la guerra.